# Jovanotti for President
Jovanotti for President es el primer álbum de Lorenzo Cherubini, conocido artìsticamente como Jovanotti, editado en 1988 y con el sello discográfico de Ibiza Records.

## Listado de canciones
1. .Go Jovanotti Go - 5:05
2. .Party President - 3:53
3. .Funklab - 4:32
4. .Gimme Five - 3:51
5. .I Need You - 3:34
6. .Jovanotti Sound - 4:41
7. .The Rappers - 5:03
8. .Ragamuffin - 4:14
9. .Mix - 4:42
10. .Gimme Five 2 - 4:04

- Datos: Q980812